# Catene di ritardo a k costante per il sonar
Le catene di ritardo a k costante per il sonar, utilizzate dal 1960 per la rimessa in coerenza  dei segnali idrofonici dei localizzatori subacquei, sono disponibili per un ampio impiego nel campo dell'elettronica e delle telecomunicazioni; possono consentire un'ampia gamma di ritardi temporali; da pochi microsecondi a decine di millisecondi.
Le catene di ritardo  sono costruite con un numero di cellule, uguali tra loro, dipendente dai valori di ritardo da realizzare. 
La struttura elettrica di una singola cellula può essere, in base alle caratteristiche richieste per l'impiego, schematizzata come mostrato nella figura della terza sezione; sono prevalentemente utilizzate per bande di frequenza molto limitate.

## Caratteristiche generali
Le catene di ritardo a K costante, strutture passive  molto simili ai filtri passa basso, hanno il compito di provocare dei ritardi calibrati sui segnali elettrici che le percorrono; ritardi che possono essere, sia di pochi microsecondi come di alcuni millisecondi, e il cui impiego è fondamentale in alcune branche della circuitazione analogica per segnali a banda stretta.

### Considerazioni sul ritardo
Le catene sono costituite da cellule elementari ciascuna in grado di ritardare un segnale analogico di una quantità temporale {\displaystyle (r)} espressa in unità di tempo; una molteplicità di {\displaystyle (n)} cellule ne realizza una insieme idoneo a ritardare per un totale di tempo pari a:
{\displaystyle R_{t}=(r)\cdot (n)}
Se ad esempio una cellula ritarda di {\displaystyle r=23\ \mu s.} con {\displaystyle 12} cellule, collegate a catena (in serie l’una all’altra), si otterrà un ritardo totale di:
{\displaystyle R_{t}=(23\ \mu s)\cdot 12=276\ \mu \ s.}
In una catena di ritardo si possono disporre, se necessario, prese intermedie per prelevare il segnale a passi di ritardo multipli tra loro.

### Calcolo dei componenti

#### Formule semplificate

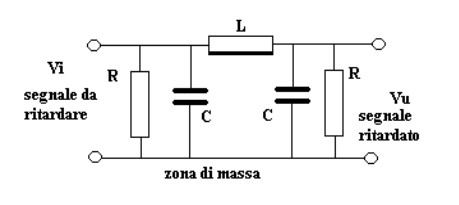
Cellula di ritardo a K costante

Con riferimento alla parte alta di figura, dove compaiono i componenti della cellula a K costante:
{\displaystyle R\ \ } in ohm; {\displaystyle C\ \ } in Farad; {\displaystyle L\ \ }in Henry
alcune formule semplificate consentono il calcolo dei componenti della cellula, qualora il ritardo voluto {\displaystyle (r)} sia molto piccolo e la frequenza {\displaystyle F} del segnale molto bassa:
{\displaystyle L=r\cdot R}
{\displaystyle C=r/(2\cdot R)}
Dato che nel lavoro comune si devono progettare cellule per qualsiasi valore di {\displaystyle (r)} e qualsiasi valore di {\displaystyle F}, l’utilizzo delle due formule menzionate provocherebbe errori non accettabili sul valore di {\displaystyle (r)} voluto.

#### Formule di buona precisione
Sono state sviluppate formule di maggior precisione nelle quali al posto del ritardo voluto {\displaystyle (r)} viene sostituita una prima variabile di calcolo indicata con {\displaystyle (ro)} ed al posto di {\displaystyle R} viene sostituita una seconda variabile di calcolo indicata con {\displaystyle Zo.}
Le formule precise  per il calcolo degli elementi che costituiscono la cellula, che utilizzano le variabili di calcolo (ro) e Zo, sono di seguito esposte:
{\displaystyle L=ro\cdot Zo}
{\displaystyle C=ro/(2\cdot Zo)}
dove {\displaystyle ro\ ;\ Zo,} dette variabili di calcolo, 
si computano con le formule:
{\displaystyle ro=1/(\pi \cdot Fc)}
{\displaystyle Z_{o}=R\cdot {\sqrt {1-(F/F_{c})^{2}}}}
dove {\displaystyle F_{c}=F/\sin \ (\pi \cdot r\cdot F)}

#### Progetto d'esempio
Sia da progettare una catena di ritardo da 3 cellule in grado di ritardare di {\displaystyle 20\ \mu s}. per cellula un segnale alla frequenza di {\displaystyle 9500\ Hz}.
Dati di base:
La catena deve avere 4 prese intermedie per il prelievo del segnale rispettivamente a ritardo: {\displaystyle (r_{1})=0\ \mu s;(r_{2})=20\ \mu s;(r_{3})=40\ \mu s.;(r_{4})=60\ \mu s}.
Si voglia una resistenza di terminazione di {\displaystyle 1000\ \Omega }.
Computazione della variabile di calcolo {\displaystyle F_{c}}
La variabile riportata nell'ultima formula dell’elenco è:
{\displaystyle Fc=F/\sin \ (\pi \cdot r\cdot F)}
La formula si risolve rapidamente con l’impiego di un piccolo calcolatore tascabile in cui sia stato impostato il calcolo del seno in radianti: 
{\displaystyle Fc=F/\sin \ (\pi \cdot r\cdot F)=9500\ Hz/\sin \ (3.1416\cdot 20\cdot 10^{-6}\ s\cdot 9500\ Hz)=16901\ Hz}.
Computazione delle variabili di calcolo {\displaystyle ro\ e\ Zo}
Applicazione delle formule:
{\displaystyle ro=1/(\pi \cdot Fc)=1/(3.1416\cdot 16901\ Hz)=18.83\ \mu s}.
{\displaystyle Z_{o}=1000\ \Omega \cdot {\sqrt {1-(9500\ Hz/16901\ Hz)^{2}}}=827\ \Omega }
Calcolo dei componenti la singola cellula
{\displaystyle L=ro\cdot Zo=18.83\cdot 10^{-6}\ s\cdot 827\ \Omega =15.57\ mH}.
{\displaystyle C=ro/(2\cdot Zo)=18.83\cdot 10^{-6}\ s/(2\cdot 827\ \Omega )=11384\ pF}.

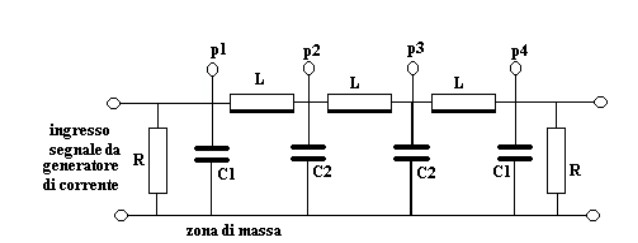
Composizione della catena di ritardo
La catena di ritardo, sulla scorta dei dati di base, deve avere tre cellule da {\displaystyle 20\ \mu \ s}; ciascuna composta dai componenti calcolati al passo precedente e 4 prese per il prelievo del segnale in 4 punti diversi della catena. 
La catena deve avere 4 prese intermedie per il prelievo del segnale rispettivamente a ritardo: {\displaystyle (p_{1})=0\ \mu s;\ (p_{2})=20\ \mu s;\ (p_{3})=40\ \mu s;\ (p_{4})=60/\mu s} secondo lo schema elettrico di figura.
Lo schema vede tre cellule collegate tra loro; nei punti d’unione tra due il valore della capacità assume il doppio del valore che ha nella cellula singola.
I segnali applicati all'ingresso devono essere prodotti da un generatore di corrente.
Componenti 
2 resistenze di terminazione {\displaystyle R=1000\ \Omega }
2 condensatori {\displaystyle C1=11384\ pF} 
2 condensatori {\displaystyle C2=2\cdot C1=22768\ pF} 
3 induttanze {\displaystyle L=15.57\ mH}  

## Caratteristiche particolari

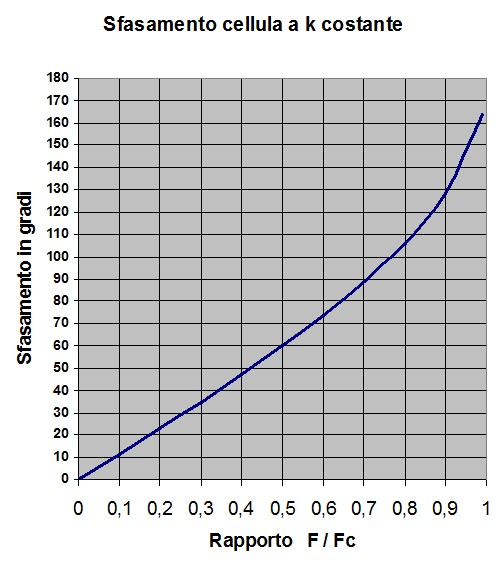
Caratteristiche di fase cellula a K costante

### Sfasamento
Le cellule a k costante presentano caratteristiche di sfasamento  particolari che è utile conoscere per poter utilizzare al meglio questi circuiti.
La cellula esercitando un ritardo {\displaystyle (r)} sul segnale unifrequenziale applicato ne provocano un conseguente sfasamento secondo la curva universale , valida per qualsiasi tipo di cellula di ritardo a k costante, riportata in figura.
La curva mostra come lo sfasamento della cellula sia proporzionale alla frequenza del segnale soltanto per il primo intervallo del rapporto {\displaystyle F/Fc} compreso tra {\displaystyle 0\ e\ 0.1}; per rapporti {\displaystyle F/Fc} superiori a {\displaystyle 0.1} lo sfasamento cresce con andamento non più lineare.

### Ritardo
Una cellula di ritardo ideale dovrebbe avere il ritardo {\displaystyle (r)} indipendente dalla frequenza applicata. 
Le cellule a k costante, purtroppo, presentano caratteristiche di ritardo dipendenti dalla frequenza in transito; caratteristiche che, pertanto, devono essere conosciute per consentire il corretto dimensionamento delle cellule nelle diverse applicazioni tecniche. 
Le caratteristiche menzionate sono subordinate al valore della frequenza critica {\displaystyle Fc} della quale abbiamo già accennato a proposito delle variabili di calcolo.
Ad ogni coppia di valori {\displaystyle L\ e\ C,} che identificano una cellula di ritardo, corrisponde una particolare frequenza {\displaystyle Fc:} tanto è più alto il valore di {\displaystyle Fc,} rispetto alla frequenza {\displaystyle F} applicata alla cellula, tanto minore è la variazione del ritardo {\displaystyle (r)} in dipendenza di {\displaystyle F;} viceversa, tanto è più basso il valore di {\displaystyle Fc} rispetto alla frequenza in transito, tanto è maggiore la variazione anomala del ritardo {\displaystyle (r)}.

### Attenuazione
Il segnale applicato ad una cellula a k costante, mediante un generatore di corrente, percorre la cellula è si trova alla sua uscita, ritardato di un tempo (r), con un’ampiezza un poco inferiore a quella che aveva all'ingresso, a causa dell’attenuazione che le perdite sull'induttanza provocano sul segnale. 
Le perdite su di una singola cellula  sono generalmente di modesta entità, ma si fanno sensibili su di una catena di ritardo composta da molte cellule; in questo caso le perdite si mostrano in modo progressivo, aumentano cioè mano a mano che dall'ingresso della catena si preleva il segnale verso la fine della stessa. 
Queste perdite sono quantizzabili mediante una semplice formula che le esprime in dipendenza del coefficiente di merito complessivo {\displaystyle Q}, dei componenti reattivi che formano la cellula:
{\displaystyle Atsc.=2.88/Q}, 
dove il valore dell’attenuazione {\displaystyle Atsc.}, (attenuazione singola cellula) è espresso in decibel.
Con i componenti oggi in commercio le perdite sui condensatori, in particolare sui condensatori di precisione, sono irrilevanti rispetto alle perdite che si possono riscontrare sulle induttanze, a causa, sia della resistenza elettrica dell’avvolgimento, sia del nucleo in ferrite; ne segue che il valore del {\displaystyle Q} indicato nella formula deve essere considerato soltanto per l’induttanza che è utilizzata nella cellula.

## Collegamenti interni
- Testo scaricabile liberamente